# Yellowjackets
Die Yellowjackets sind eine US-amerikanische Fusion-Band. Russell Ferrante ist der Hauptkomponist und Arrangeur der eingängigen Mixtur aus Jazz, Rock, Pop und Latin, über deren Stellenwert sich Puristen und Fans des Easy Listening seit drei Jahrzehnten nicht einig werden.

## Geschichte
Die Band ging aus der im Jahre 1978 existierenden Besetzung der Robben Ford Group hervor; Robben Ford stellte damals aus altgedienten Session-Musikern eine Band zusammen, mit der er sein Album The Inside Story aufnahm. Keyboarder Russell Ferrante, Bassist Jimmy Haslip und Schlagzeuger Ricky Lawson entdeckten während dieser Aufnahmen ihre musikalische Affinität. Als die Plattenfirma Robben Ford aufforderte, ein eher pop- und gesangsorientiertes Album aufzunehmen, die Mitglieder der Band aber lieber instrumentale Titel produzieren wollten, wurde als „Band in der Band“ die Yellowjackets gegründet, die 1981 ihr erstes von Tommy LiPuma produziertes Album aufnahmen.
Den Namen Wespen wählten die Musiker aus einer Reihe von Vorschlägen aus, die Jimmy Haslip mit in die Probe brachte – er hat keine tiefere Bedeutung. Als mit Mirage a Trois das zweite Album unter dem Bandnamen 1983 für einen Grammy nominiert wurde, hatte sich die Gruppe bereits aufgelöst.
1984 stellten Haslip und Ferrante die Band neu zusammen: statt Robben Ford an der Gitarre spielte nun der Saxofonist Marc Russo. 1986 verließ Drummer Ricky Lawson die Band, um mit Lionel Richie zu touren, und wurde für die Aufnahme des Albums Four Corners durch William Kennedy ersetzt. Musikalisch erweiterte sich dadurch der Stil der Band in Richtung „World Beats“.
Mit Politics warf die Gruppe 1988 die elektronischen Elemente in ihrer Musik über Bord und widmete sich vermehrt dem akustischen Jazz. Das im gleichen Stil gehaltene The Spin wurde in Oslo 1989 durch Jan Erik Kongshaug aufgenommen und war das letzte Album mit Marc Russo als Saxofonist.
Das verbliebene Trio nahm 1991 das Album Greenhouse auf, das wiederum eine neue musikalische Ära einläutete: als Solist begleitete sie nun der Big-Band-Arrangeur und Saxofonist Bob Mintzer, einige Stücke wurden von einem Streichorchester untermalt. Der Stil der Yellowjackets wechselte nun in Richtung akustischer Jazz.
Anfang 1999 verließ William Kennedy die Band und wurde für ein Jahr durch Peter Erskine ersetzt. Ab 2001 spielte Marcus Baylor als vollzeitiges Mitglied am Schlagzeug. Die Gruppe gastierte 2002 wieder bei amerikanischen und europäischen Festivals. 2010 kehrte William Kennedy zur Band zurück.
Anfang 2011 traten die Yellowjackets in Deutschland mit der Bigband des Hessischen Rundfunks auf; Arrangeure waren Russell Ferrante, Vince Mendoza und Bob Mintzer.
Zwischen 2012 und 2015 gehörte Felix Pastorius als Bassist zu den Yellowjackets. Er löste damit den langjährigen Bassisten Jimmy Haslip ab, der sich eine Auszeit nahm. 2019 spielen die Yellowjackets wieder eine Europa-Tournee.

## Diskografie
- Robben Ford: The Inside Story (1979, Elektra) produziert von Steve Cropper
- Yellowjackets (1981; Warner Bros.), produziert von Tommy LiPuma
- Diverse: Casino Lights (1982; Warner Bros.), produziert von Tommy LiPuma
- Mirage A Trois (1983; Warner Bros.), produziert von Tommy LiPuma
- Samurai Samba (1985; Warner Bros.), produziert von Tommy LiPuma
- Shades (1986, MCA)
- Four Corners (1987, MCA), produziert von den Yellowjackets und David Hentschel
- Politics (1988, MCA), produziert von den Yellowjackets und David Hentschel
- The Spin (1989, MCA),
- Greenhouse (1991, GRP),
- Live Wires (1992, GRP),
- Like a River (1993, GRP),
- Run for Your Life (1994, GRP),
- Collection (1995, GRP),
- Dreamland (1995, Warner Bros.)
- Blue Hats (1997, Warner Bros.)
- Priceless Jazz (1998, GRP)
- Club Nocturne (1998, Warner Bros.)
- Best Of (1999, Warner Bros.)
- Mint Jam (2001, Yellowjackets)
- Yellowjackets beim Steinegg Live Festival 2019 – vlnr.; Ferrante, Mintzer, Alderson, KennedyTime Squared (2003, Heads Up)

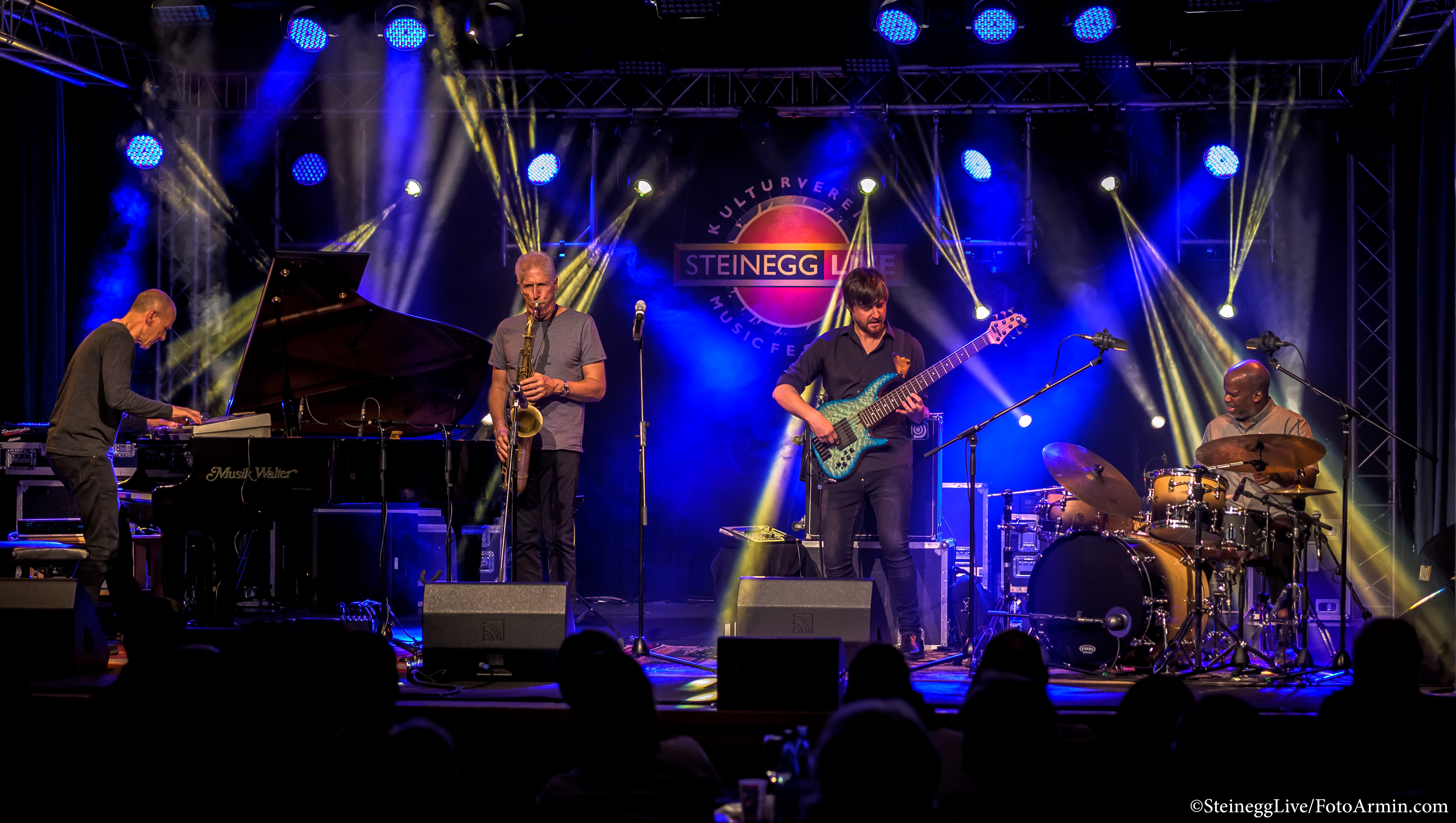
Yellowjackets beim Steinegg Live Festival 2019 – vlnr.; Ferrante, Mintzer, Alderson, Kennedy

- Peace Round: A Christmas Celebration (2003, Yellowjackets)
- Altered State (2005, Heads Up)
- Twenty-Five (2006, Heads Up), CD/DVD
- Lifecycle (2008, Heads Up)
- Timeline (2011, Mack Avenue)
- A Rise in the Road (2013, Mack Avenue)
- Cohearence (April 2016, Mack Avenue Records)
- Raising Our Voice (September 2018, Mack Avenue Records)
- Jackets XL + WDR Big Band (November 2020, Mack Avenue Records)
- Parallel Motion (Mack Avenue, 2022)[2]

Alle außer den anders gekennzeichneten Alben wurden von den Yellowjackets produziert.